# Бережанська сільська рада (Верхньорогачицький район)
Бережа́нська сільська́ ра́да — адміністративно-територіальна одиниця та орган місцевого самоврядування в Верхньорогачицькому районі Херсонської області. Адміністративний центр — село Бережанка.

## Загальні відомості
- Територія ради: 110,666 км²
- Населення ради: 1 331 особа (станом на 2001 рік)
- Водоймища на території, підпорядкованій даній раді: Каховське водосховище

## Населені пункти
Сільській раді були підпорядковані населені пункти:
- с. Бережанка
- с. Георгіївка
- с. Михайлівка
- с. Новознам'янка

## Склад ради
Рада складалася з 16 депутатів та голови.
- Голова ради:
- Секретар ради: Мала Любов Михайлівна

### Керівний склад попередніх скликань
| Прізвище, ім'я, по батькові | Основні відомості                                                         | Дата обрання | Дата звільнення |
| --------------------------- | ------------------------------------------------------------------------- | ------------ | --------------- |
| Цимбал Сергій Андрійович    | Сільський голова, 1954 року народження, освіта вища                       | 26.03.2006   | 31.10.2010      |
| Цимбал Сергій Андрійович    | Сільський голова, 1954 року народження, освіта вища, член Партії регіонів | 31.10.2010   | 12.12.2014      |

Примітка: таблиця складена за даними сайту Верховної Ради України

### Депутати
За результатами місцевих виборів 2010 року депутатами ради стали:

#### За суб'єктами висування
| Суб'єкт висування           | Кількість обраних депутатів | %    |
| --------------------------- | --------------------------- | ---- |
| Партія регіонів             | 14                          | 87,5 |
| Комуністична партія України | 2                           | 12,5 |

#### За округами
| № округу                    | Прізвище, ім'я, по батькові     | Дата визнання обраним | Освіта  | Партійна приналежність            | Відомості про обраного депутата                              |
| --------------------------- | ------------------------------- | --------------------- | ------- | --------------------------------- | ------------------------------------------------------------ |
| Комуністична партія України |                                 |                       |         |                                   |                                                              |
| 10                          | Мухіна Лариса Андріївна         | 01.11.2010            | вища    | член Комуністичної партії України | Михайлівська загальноосвітня школа I-III ст., вчитель        |
| 12                          | Малишева Оксана Миколаївна      | 01.11.2010            | середня | член Комуністичної партії України | тимчасово не працює                                          |
| Партія регіонів             |                                 |                       |         |                                   |                                                              |
| 1                           | Сокирко Лариса Анатоліївна      | 01.11.2010            | середня | член Партії регіонів              | тимчасово не працює                                          |
| 2                           | Димченко Тетяна Володимирівна   | 01.11.2010            | середня | член Партії регіонів              | Бережанське поштовове відділення зв'язку, листоноша          |
| 3                           | Рябченко Андрій Петрович        | 01.11.2010            | вища    | член Партії регіонів              | СТОВ Родина-2, ваговик                                       |
| 4                           | Бровко Світлана Миколаївна      | 01.11.2010            | середня | член Партії регіонів              | тимчасово не працює                                          |
| 5                           | Щегельська Олена Іванівна       | 01.11.2010            | середня | член Партії регіонів              | Бережанський фельдшерсько-акушерський пункт, завідувачка     |
| 6                           | Чолій Іван Васильович           | 01.11.2010            | середня | член Партії регіонів              | СТОВ Родина-2, бригадир тракторної бригади                   |
| 7                           | Мала Любов Михайлівна           | 01.11.2010            | вища    | член Партії регіонів              | Бережанська сільська рада, секретар                          |
| 8                           | Яковлєва Наталя Василівна       | 01.11.2010            | середня | позапартійна                      | Новознам'янський фельдшерсько-акушерський пункт, завідувачка |
| 9                           | Чолій Сергій Йосипович          | 01.11.2010            | середня | член Партії регіонів              | СТОВ Родина-2, механік                                       |
| 11                          | Карлов Анатолій Миколайович     | 01.11.2010            | середня | член Партії регіонів              | тимчасово не працює                                          |
| 13                          | Земнухова Олена Василівна       | 01.11.2010            | середня | член Партії регіонів              | тимчасово не працює                                          |
| 14                          | Заткальницька Олена Василівна   | 01.11.2010            | середня | член Партії регіонів              | тимчасово не працює                                          |
| 15                          | Кравченко Євгенія Володимирівна | 01.11.2010            | середня | член Партії регіонів              | тимчасово не працює                                          |
| 16                          | Федоришин Ігор Олексійович      | 01.11.2010            | середня | член Партії регіонів              | пенсіонер                                                    |

## Населення
Згідно з переписом УРСР 1989 року чисельність наявного населення сільської ради становила 1558 осіб, з яких 733 чоловіки та 825 жінок.
За переписом населення України 2001 року в сільській раді мешкали 1322 особи.

### Мова
Розподіл населення за рідною мовою за даними перепису 2001 року:
| Мова       | Відсоток |
| ---------- | -------- |
| українська | 88,35 %  |
| російська  | 10,74 %  |
| молдовська | 0,45 %   |
| білоруська | 0,23 %   |
| угорська   | 0,23 %   |